# Bobtail
Bobtail, född 17 april 2004, är en svensk varmblodig travhäst. Hon tränades av Stig H. Johansson och kördes av Erik Adielsson.
Bobtail tävlade åren 2007–2011 och tillhörde under denna period kulltoppen som unghäst och senare en av Europas bästa tävlingsston. Hon gjorde totalt 70 starter vilket resulterade i 21 segrar, 10 andraplatser och 9 tredjeplatser. Hon sprang in 5,2 miljoner kronor – siffror som gör henne till Juliano Stars näst vinstrikaste avkomma (efter Commander Crowe). Hon tog karriärens största segrar i Derbystoet (2008), Breeders' Crown (2008), V75 International (2009) och Steinlagers Æresløp (2010). Hon kom även på tredjeplats i Korta E3 (2007).
Efter tävlingskarriären har hon varit avelssto vid Ekeby Gård i Tystberga utanför Nyköping i Södermanlands län.